# Kleine Mühle (Calau)

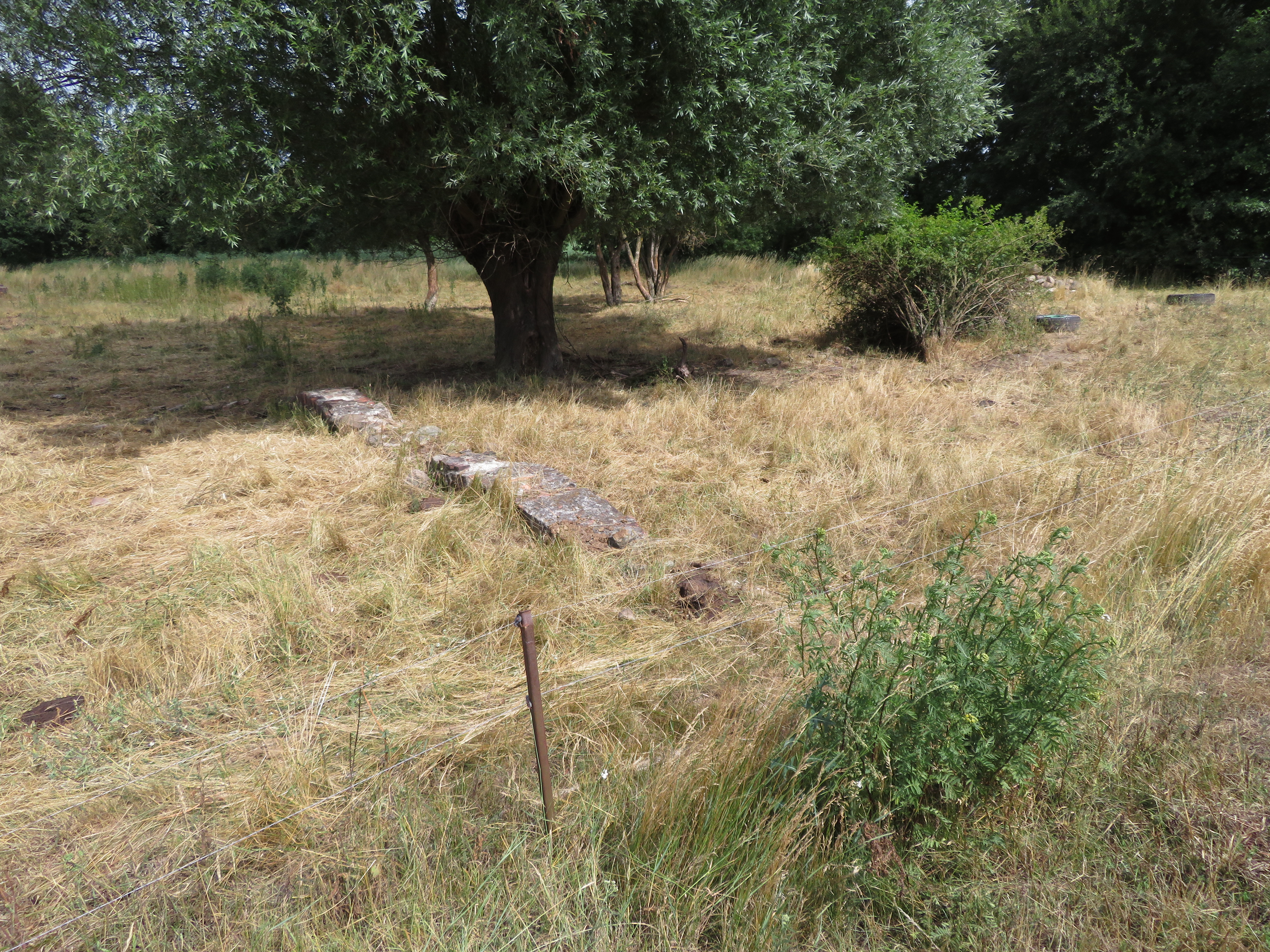
Kleine Mühle, Grundmauern auf einer Weide

Die Kleine Mühle, auch Klein Mühle war ein Wohnplatz und eine Wassermühle an der Schrake im heutigen Ortsteil Groß Mehßow der Stadt Calau (Landkreis Oberspreewald-Lausitz, Brandenburg). Sie wird wahrscheinlich 1557 erstmals urkundlich genannt. Der Mahlbetrieb wurde um 1960 eingestellt. Die Gebäude wurden nach 1981 wegen Setzungsschäden abgerissen; lediglich Grundmauern sind noch sichtbar.

Schenck'sche Karte der Niederlausitz von 1757, Ausschnitt

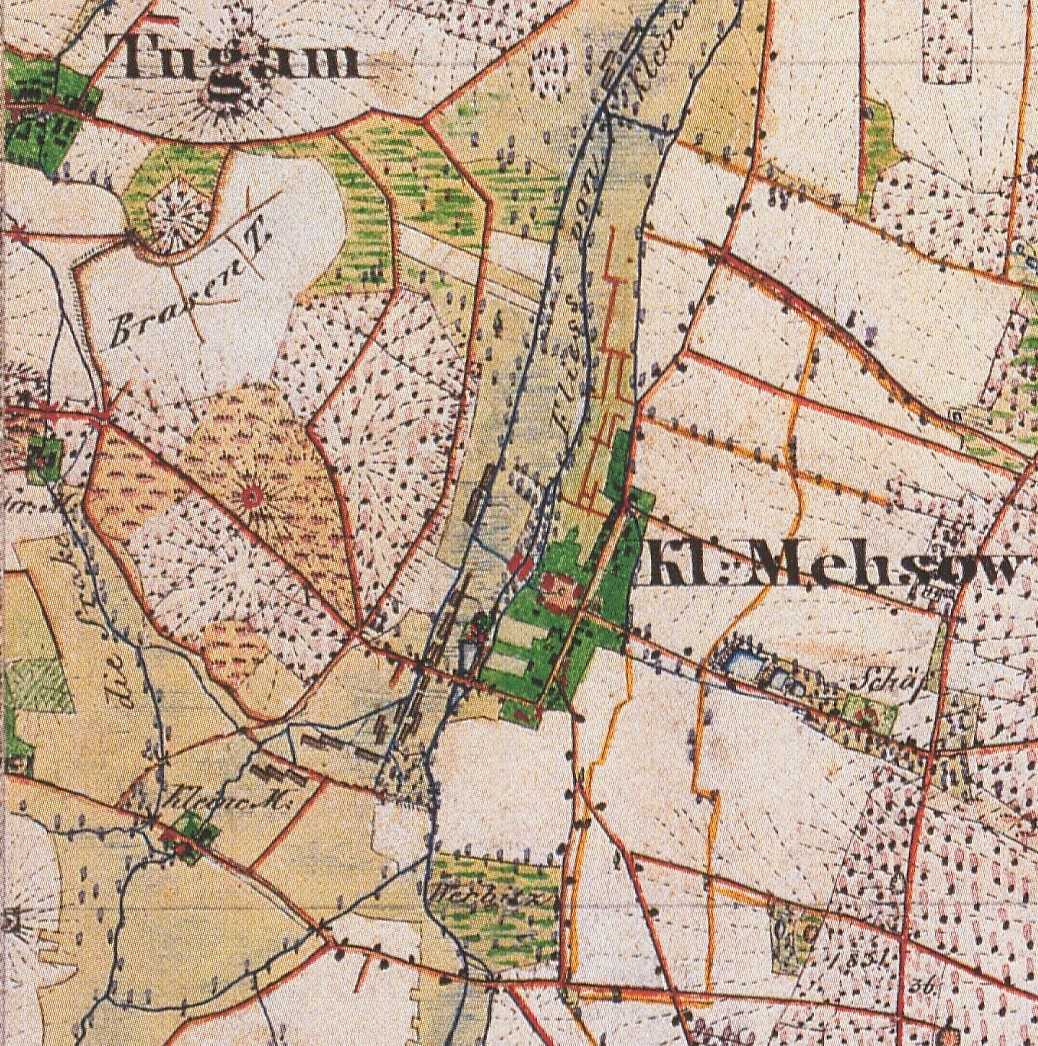
Klein Mehßow, Große Mühle und Kleine Mühle, Ausschnitt aus dem Urmesstischblatt 4249 Calau von 1846

## Lage
Die Kleine Mühle lag etwa 500 Meter östlich vom östlichen Ortsausgang von Groß Mehßow und etwa einen Kilometer südwestlich vom Ortskern von Klein Mehßow an der Schrake. Die Mühle lag auf etwa 83 m ü. NHN. In den älteren Topographischen Karten 1:25.000 Nr. 4249 Calau von 1903, 1912 und 1918 heißt der Wohnplatz Kleine Mühle. In der Ausgabe des Messtischblattes von 1939 änderte sich die Schreibweise zu Klein Mühle.

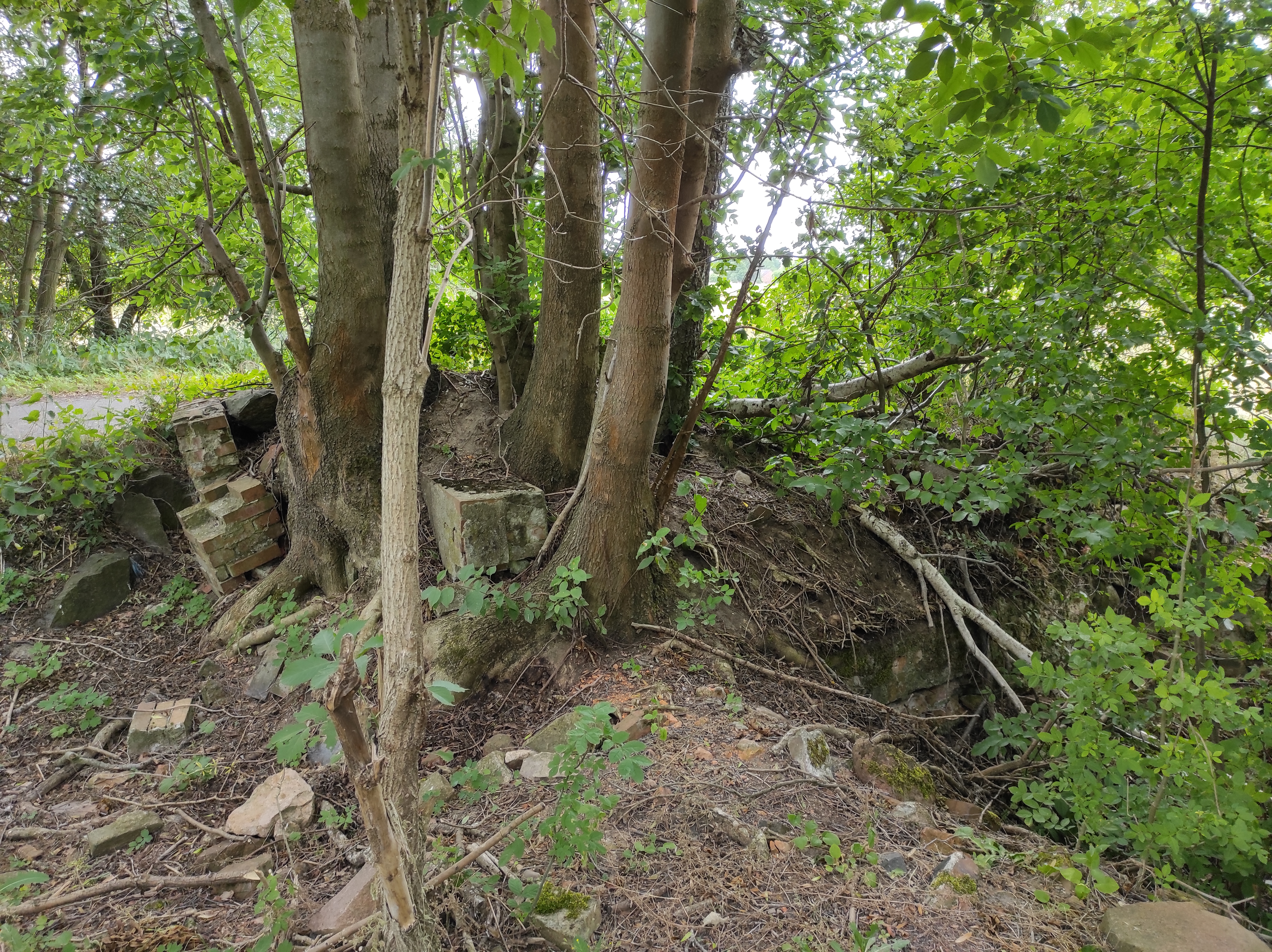
Kleine Mühle, Reste von Wehr und Mühlkanal

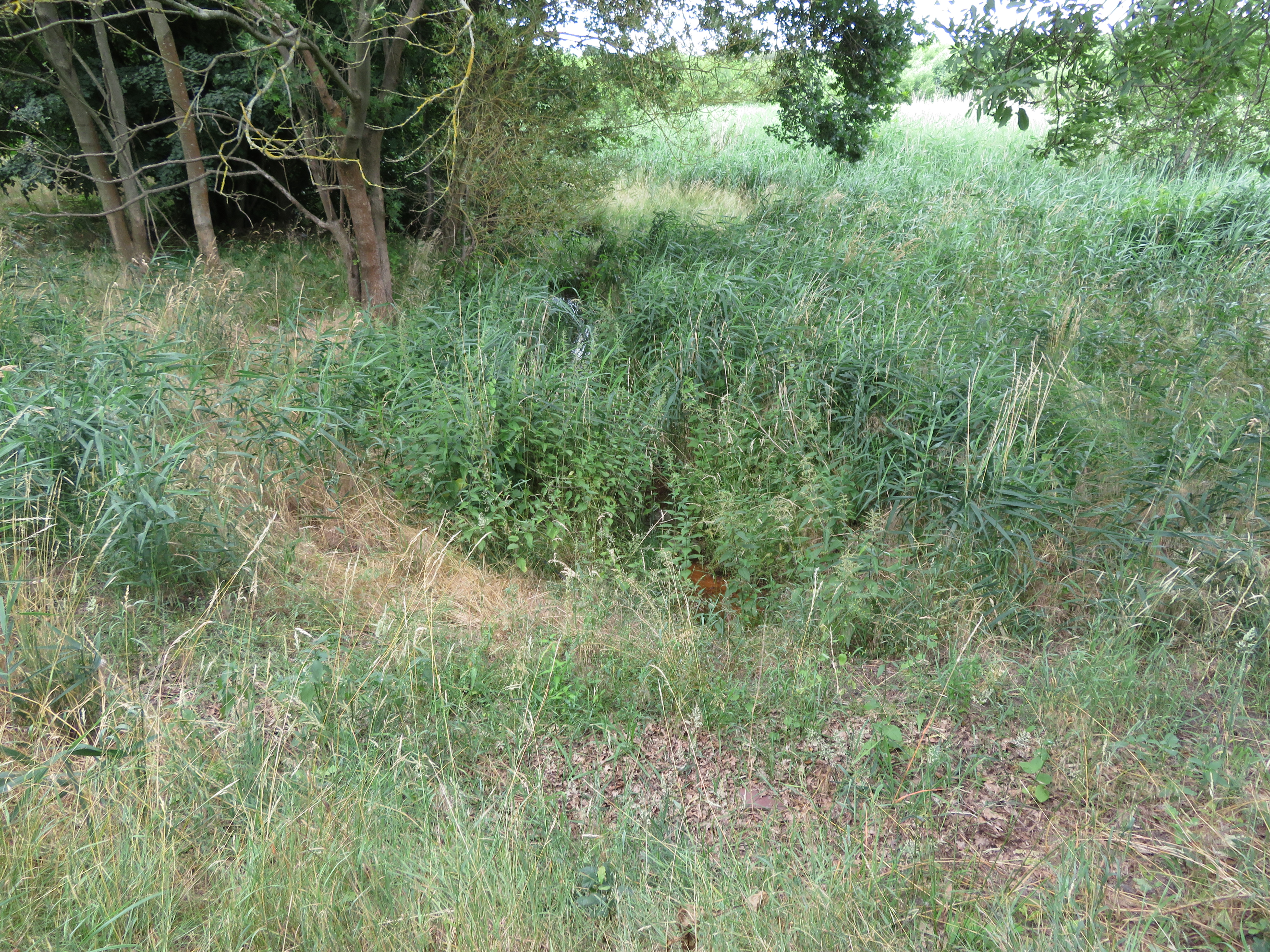
Kleine Mühle, ehemaliger Mühlteich

## Geschichte
Die Kleine Mühle wurde 1557 erstmals urkundlich genannt. 1557 war es zwischen Andreas von Drauschwitz, dem damals ein Drittel von Groß Mehßow gehörte, und seinem Neffen Samuel, der ebenfalls ein Drittel von Groß Mehßow besaß, wegen der Teilung der Mühlen zum Streit gekommen. Man darf annehmen, dass diese Mühlen die Große und die Kleine Mühle waren. Um diese Zeit hatte der Müller der Kleinen Mühle einen Streit mit Andreas von Drauschwitz, bei dem er seinen Ortsherrn wortreich beschimpfte und ihn in den Mühlgraben warf, wobei dieser beinahe ertrunken wäre. Die Schenck'sche Karte der Markgrafschaft Niederlausitz verzeichnet die Wassermühle als Kleine mühl.
Die Kleine Mühle war schon im 18. Jahrhundert in Privatbesitz. 1780 betrieb der Müller Johann Christian Pielenz die Kleine Mühle. 1820 hatte die Kleine Mühle (ein Wohngebäude) fünf Einwohner. 1837 sollte die auf 1729 Reichstaler geschätzte Wassermühle des Christian Gottfried Beyer schuldenhalber öffentlich versteigert werden. Anscheinend konnte er aber dann – sozusagen in letzter Minute – sich mit den Gläubigern einigen, denn die bereits angesetzte Versteigerung wurde nur wenig später wieder abgesagt. 1844 werden für die Kleine Mühle weiterhin ein Wohnhaus und fünf Einwohner angegeben.
1861 hieß der Besitzer Bayer, vermutlich schon der Sohn des oben genannten Beyer. Im einzigen Wohnhaus der Kleinen Mühle lebten nun 11 Personen. 1895 hatte die Kleine Mühle neun Einwohner. Jensch nennt noch einen Johann Gottlieb Beyer und dessen Sohn Reinhold Beyer, der 1917 gestorben ist. Einige Jahre zuvor soll er die Kleine Mühle an die Familie Bönisch verkauft haben. 1935, 1937 und 1941 ist Ewald Bönisch Müller auf der Kleinen Mühle.
Der letzte Müller auf der Kleinen Mühle war Paul Erich Bönisch. Der Mahlbetrieb wurde um 1960 eingestellt. 1975 wurde der Tagebau Schlabendorf-Süd angefahren. Im Zuge des weiteren Abbaus verursachten die damit verbundenen Grundwasserabsenkungen starke Schäden an den Gebäuden der Kleinen Mühle durch Setzungen. Die Gebäude wurden unbewohnbar, und die Familie Bönisch zog 1981 nach Calau. Die Besitzer wurden entschädigt und die Gebäude bis auf Grundmauerreste abgerissen. Die Mauerreste sind noch im Gelände zu sehen.
Nach Jensch soll zur Kleinen Mühle um 1820 auch eine Sägemühle gehört haben, die 400 m unterhalb ebenfalls an der Schrake lag. Die Topographisch-statistische Uebersicht des Regierungsbezirks Frankfurth a. d. O. von 1820 erwähnt aber keine Sägemühle und auch die Topographisch-militärische Karte von Sachsen. 7: Karte von Treuenbrietzen bis Luckau in Brandenburg von 1812 sowie das Urmesstischblatt von 1846 zeigen keine weitere Mühle zwischen Kleiner Mühle und Großer Mühle.

## Mühlengebäude und wasserbauliche Anlagen
Von den Mühlengebäuden haben sich nur Grundmauern erhalten. Auch vom Wehr sind noch Reste zu sehen. Der Mühlkanal ist noch erkennbar. Der ehemalige Mühlteich ist südlich des zum Gelände der Kleinen Mühle führenden Weges noch zu erahnen. Der Umfluter führt noch etwas Wasser. Der (Haupt-)Bachlauf der Schrake wurde allerdings durch Meliorationen in der DDR-Zeit etwas nach Westen verlegt.